# プリズナー (映画)
『プリズナー』（Take）は、2007年のアメリカ合衆国のドラマ映画。修復的司法を題材とした作品である。2007年4月27日にトライベッカ映画祭で初上映された後、米国では2008年7月18日に一般公開された。日本では劇場未公開だが2013年8月24日にWOWOWで放送された他、同年10月2日にDVDが発売された。

## ストーリー
死刑囚の男と彼が起こした犯罪の被害者遺族である女性の現在と過去を交錯させながら事件の経緯を描く。
死刑囚ソールは刑の執行を前に自分の罪を悔い、死を受け入れているが、自分の犯行を止めずに人を死なせた神を一切信じない。逮捕前、貧しい育ちのソールは持病を持つ父を抱えながらも、ギャンブルで借金を抱えていた。借金返済のため勤め先の貸し倉庫から客の持ち物を盗んだためにクビになったソールは、友人の「真面目に働け」との言葉を無視し、自動車泥棒を働こうとするが失敗、車の持ち主に暴行を受けてしまう。返済期日が迫る中、追いつめられたソールは発作的にスーパーで強盗を働き、もみ合いになった店員を射殺してしまう。
一方アナは、学校に見放されたADHDの幼い息子ジェシーに自宅教育をするため、新たな仕事を探していた。ある日、ジェシーとともに入ったスーパーで、アナはソールによる強盗殺人事件に遭遇し、トイレから出て来たジェシーがソールの人質となって連れ去られてしまう。ソールは車のトランクにジェシーを押し込んで逃亡するが、途中で車が事故を起こし、高架から転落する。ソールは無事だったが、トランクの中でジェシーは大怪我を負う。はじめはジェシーを助け出そうとしたソールだったが警察が迫って来ると、ジェシーを放置して逃げ出してしまう。警察がアナを連れて辿り着いた時には既にジェシーは亡くなっていた。
アナはソールに面会するために刑務所にやって来る。刑務所側は面会はできない、しない方がいいと言って拒否するが、実際には違法ではないため、結局面会を許可する。ソールとアナは互いに相手の人生がどのようなものだったのかを想像していたと語る。深く詫びるソールにアナは「あなたを許す。許さなければ」と告げて部屋を出て行く。ソールは泣き崩れる。そしてその日、ソールの死刑が執行される。
被害者と加害者の面会は基本的には許可されていない。その一方で、両者の面会を奨励することで、加害者に自らの犯した罪を直視させ、及ぼした影響を真に理解させることで反省を促すプログラム「修復的司法」が国際的に行なわれて来ている。1年間で釈放された700,000人の囚人のうち、50%以上が3年以内に再収監されるが、「修復的司法」を実施した刑務所では8%にまで減少している。「修復的手法」についての詳細は http://www.TakeJustice.org/ を参照のこと。

## キャスト
※括弧内は日本語吹替
- アナ・ニコルズ - ミニー・ドライヴァー（佐々木優子）： 被害者遺族。事件後に夫と離婚。
- ソール・グレガー - ジェレミー・レナー（山本兼平）： 刑の執行が迫った死刑囚。
- ジェシー・ニコルズ - ボビー・コールマン（坂元奈月）： アナの息子。ADHD。
- スティーヴン牧師 - アダム・ロドリゲス（板取政明）： 死刑の迫ったソールに神の教えを説く。
- マーティ・ニコルズ - デヴィッド・デンマン： アナの夫でジェシーの父。学校教師。
- 若い自動車修理工 - グリフ・ファースト： アナがソールに面会に行く途中で出会った青年。